# Lis Josefsen Bear
Lis Josefsen Bear (født 27. marts 1936 i Horsens) er en tidligere dansk atlet som er medlem af Horsens fS, som blev både dobbelt dansk – og tredobbelt amerikansk mester i højdespring

## Karriere
Første gang Lis Josefsen gjorde sig bemærket ved et dansk seniormesterskab var den 17. august 1952 på Åbyhøj Stadion, hvor hun som kun 16-årig vandt bronzemedaljen ved at springe 1,48 i højdespring, hvilket var jysk rekord. Hun vandt 1953 sit første danske mesterskab på Østerbro Stadion, og hun vandt under sin danske karriere som varede frem til 1956 i alt tre DM-guldmedaljer, to i højdespring og et i 80 meter hækkeløb. Derudover en sølvmedalje og en bronze. Den 17. september 1956 tangerede hun i Bukarest Anne Iversens otte år gamle danske rekord i højdespring på 1,62 meter. Den blev forbedret i 1957 til 1,63 meter af Mette Schwartzlose. Lis Josefsen havde også en dansk rekord i femkamp med 2907 points, sat ved de jyske mesterskaber i Horsens Idrætspark i 1956. Hun repræsenterede Danmark to gange på atletiklandsholdet i 1955 i Rostock og i Borås i Sverige i 1956.
Lis Josefsen var desuden håndboldspiller i HFS og var med til at vinde det jyske mesterskab i mesterrækken i 1953.
Lis Josefsen udvandrede sammen med sin familie 17. februar 1957 til USA, hun var da 20 år gammel.
Hun blev tre år i træk; 1959, 1960 og 1961, amerikansk mester i højdespring.
Hun vandt sin første amerikanske titel ved de nationale udendørs mesterskaber, som blev afholdt i Cleveland, Ohio den 28. juni 1959. Hun repræsenterede Spartan Women’s Athletic Club, og sprang ved stævnet 1,625, hvilket var en halv centimeter højere end hendes tangering af den danske rekord i Bukarest knap tre år tidligere.
Ved de nationale udendørs mesterskaber den 9. juli 1960 i Corpus Christi, Texas, genvandt hun titlen med karrieres højeste spring på 1,657.
Springet var højere end den danske rekord på 1,63, sat af Mette Schwartzlose den 7. juli 1957.
Den 24. juli 1960 sprang Mette Oxvang (Schwartzlose) 1,67 i Malmø, så Lis Josefsen var faktisk indehaver af den danske rekord i 15 dage, fra 9. til 24. juli 1960. En rekord, som ikke er registreret hos Dansk Atletik Forbund.
Hun havde niveauet til at repræsentere USA i OL 1960 i Rom, men behandlingen af hendes ansøgning om amerikansk statsborgerskab kunne først afsluttes i 1961 selvom USA’s atletikforbund pressede på og hun er i dag amerikansk statsborger
Hennes idrætskarriere fik en dramatisk afslutning, da hun 1961 blev alvorligt kvæstet ved en bilulykke og lå i koma i lang tid. Efter at hun var blevet
rask, blev hun gift med Gerald Leroy Bear i Californien i 1967 og hedder i dag Lis Josefsen Bear og bor i Columbia, South Carolina.

## Danske mesterskaber
- Guld 1956 80 meter hæk 12,3
- Guld 1956 Højdespring 1,56
- Sølv 1955 80 meter hæk 12,8
- Guld 1953 Højdespring 1,52
- Bronze 1952 Højdespring 1,48

## Amerikanske mesterskaber
- Guld 1959 Højdespring 1,625 (5-4)
- Guld 1960 Højdespring 1,657 (5-5.25)
- Guld 1961 Højdespring 1,55 (5-1)

## Personlige rekorder
- Højdespring: 1,657 (5-5.25) 9. juli 1960 i Corpus Christi, Texas
- 80 meter hæk: 12,3 1956
- Femkamp: 2907 1956 i Horsens Idrætspark